# Yukata

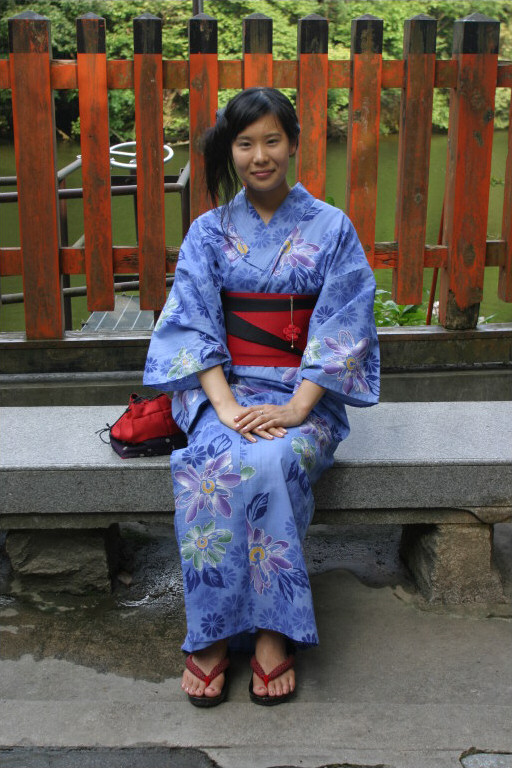
Trang phục Yukata nữ

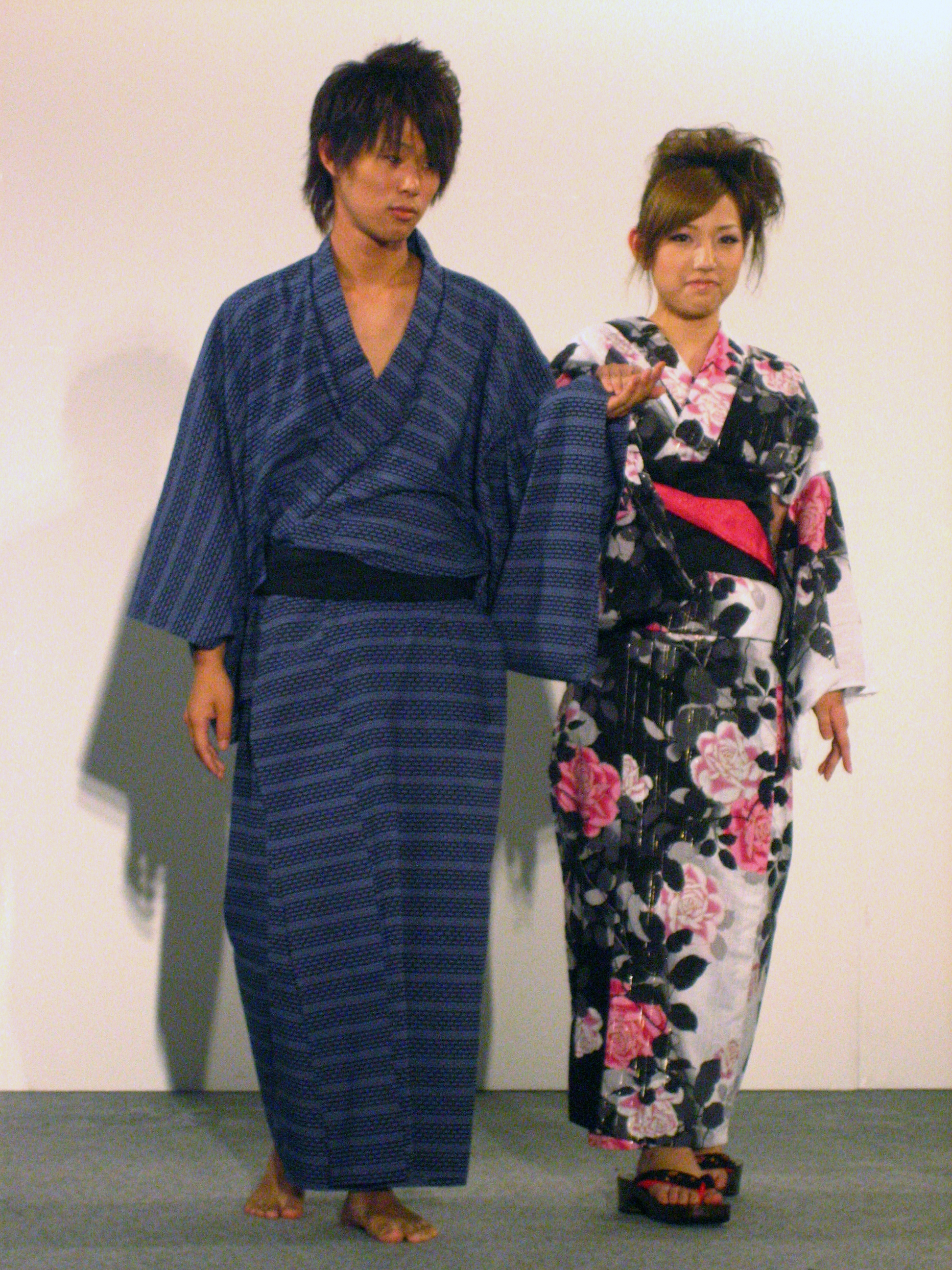
Người Nhật trong trang phục yukata.

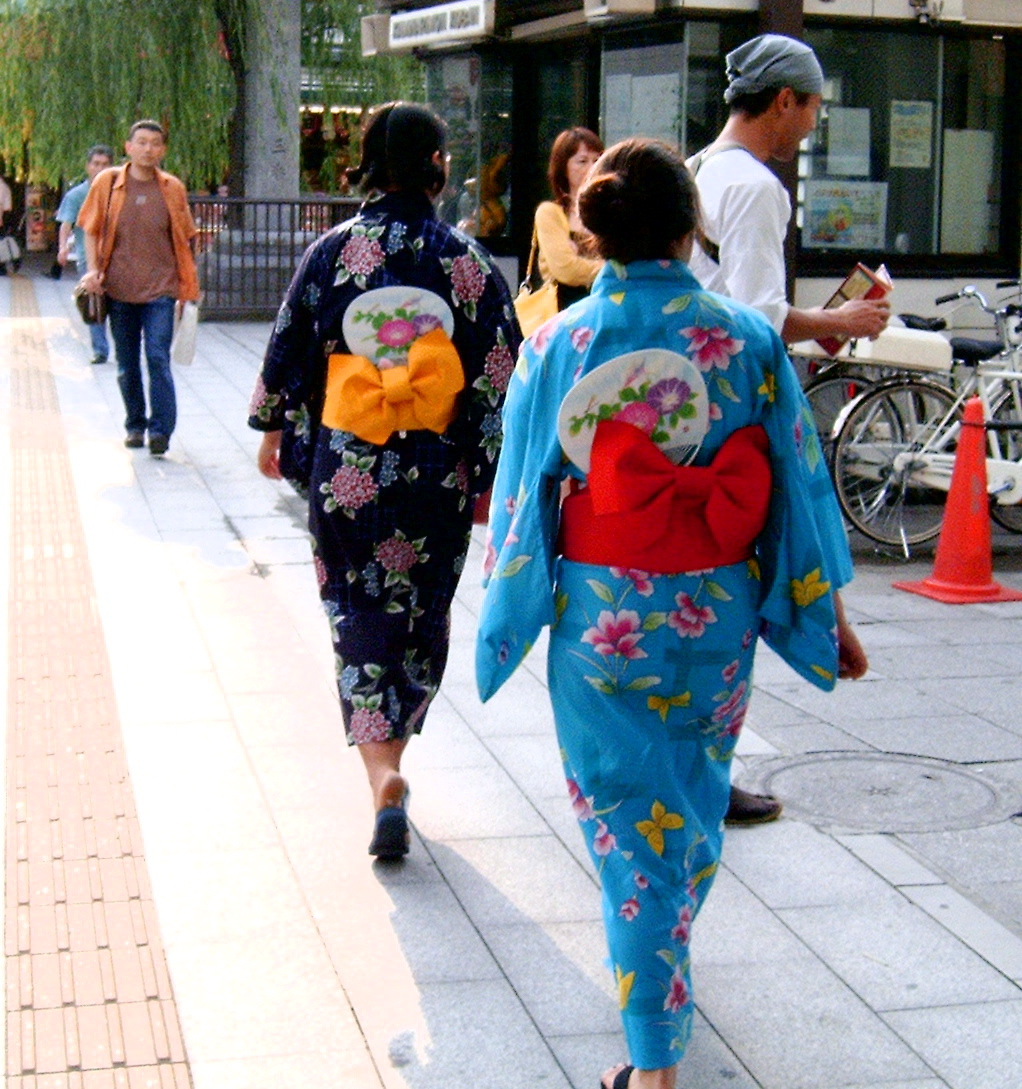
Phụ nữ trong trang phục yukata, nhìn từ sau có thể thấy dải lưng thêu và chiếc quạt.

Yukata (浴衣, ゆかた) là một loại áo truyền thống của Nhật Bản, một loại kimono mùa hè, đơn giản và ít lớp hơn, thường làm bằng vải mát như cotton. Không như kimono, yukata có cả hai loại cho cả nam và nữ. Phụ nữ mặc yukata thường đi kèm với loại guốc truyền thống có tên gọi là geta. Yukata được mặc phần lớn trong các lễ hội mùa hè (lễ hội pháo hoa) hoặc tại các quán trọ truyền thống Nhật Bản, hoặc sau khi tắm suối nước nóng.
Yukata truyền thống thường được làm từ vải cotton nhuộm màu indigo (xanh dương sậm và tươi) nhưng ngày nay có rất nhiều loại màu sắc và thiết kế vải khác nhau dành cho trang phục này. Cũng như kimono, nguyên tắc chung mặc yukata là người trẻ tuổi mặc màu tươi sáng, mạnh mẽ với hoạ tiết đậm nét, người lớn tuổi mặc màu tối, sắc màu già dặn, trưởng thành hơn trên nền hoạ tiết mờ. Một đứa trẻ có thể mặc một bộ đầy màu sắc, một người phụ nữ trẻ có thể mặc hoạ tiết bông hoa, còn người lớn tuổi hơn sẽ mặc màu xanh sẫm truyền thống trên nền hoạ tiết mang chất hình học. Đàn ông thường mặc màu tối, đơn sắc.